# Лесное кладбище (Екатеринбург)
Лесное кла́дбище — крупнейшее кладбище Екатеринбурга. Располагается на западной окраине города, за ЕКАД.

## История
Кладбище открыто в 1983 году, сразу получив статус крупнейшего в Екатеринбурге. Общая площадь кладбища — 100 га. Территория некрополя поделена на 262 участка.
23 декабря 1996 года создан «воинский» участок с 6 секциями для захоронений ветеранов и военнослужащих площадью 1,5 га. Также на кладбище есть спецсекции для захоронения неопознанных тел.
Рядом с кладбищем располагается каменный храм в честь святителя Иоасафа Белгородского, освящённый в 2013 году.

## Известные люди, похороненные на кладбище

#### Герой Советского Союза
- Шилков, Анфилофий Петрович

### Герои Социалистического Труда
- Барышников, Геннадий Иванович
- Мартюшева, Анна Дмитриевна
- Черепанов, Геннадий Степанович

### Деятели науки, культуры и политики
- Колмогоров, Вадим Леонидович
- Кравцова, Зоя Ивановна
- Лаптев, Владимир Кириллович
- Пестов, Пётр Антонович
- Полуяхтов, Борис Леонидович
- Сандро Мокша

### Спортсмены
- Агапов, Михаил Михайлович
- Засухин, Алексей Федосеевич
- Плешаков, Сергей Михайлович